# Chytridium oedogonii
Chytridium oedogonii är en svampart som beskrevs av Couch 1938. Chytridium oedogonii ingår i släktet Chytridium och familjen Chytridiaceae.   Inga underarter finns listade i Catalogue of Life.